# Sedoheptulozo-7-fosforan
Sedoheptulozo-7-fosforan – organiczny związek chemiczny, ester kwasu fosforowego z grupą hydroksylową znajdującą się przy 7 atomie węgla sedoheptulozy tego (cukru z grupy heptoz).
Jest to metabolit (produkt pośredni szlaku pentozofosforanowego) powstający obok aldehydu 3-fosfoglicerynowego z rybozo-5-fosforanu pod działaniem enzymu transketolazy.
Sedoheptulozo-7-fosforan zostaje dalej przekształcony w szlaku pentozofosforanowym w erytrozo-4-fosforan oddając trzy atomy węgla na aldehyd 3-fosfoglicerynowy. Proces ten zachodzi pod wpływem transaldolazy.